# For Love of the Game
For Love of the Game, às vezes escrito também como For the Love of the Game (no Brasil: Por amor) é um filme de drama esportivo estadunidense de 1999 dirigido por Sam Raimi e escrito por Dana Stevens baseado no romance de Michael Shaara com o mesmo título e estrelado por Kevin Costner e Kelly Preston. O filme recebeu críticas mistas e negativas de críticos com críticas importantes ao desempenho de Costner, o que o levou a uma indicação ao Framboesa de Ouro de pior ator e perdeu dinheiro, arrecadando US$46,1 milhões em um orçamento de produção de US$50 milhões.
Beisebol também foi tema de outros filmes com Kevin Costner, que são Bull Durham, Field of Dreams e The Upside of Anger.

## Sinopse
Os Detroit Tigers viajam para Nova York para jogar uma série de final de temporada contra os New York Yankees . Aos 63-97 anos, o time já foi eliminado da disputa de playoffs e está jogando para nada além do orgulho contra os Yankees, que têm a chance de conquistar a Liga Americana do Oriente com uma vitória. Para a artilheiro billy Chapel, de 40 anos, no entanto, isso pode acabar por ser as 24 horas mais significativas de sua vida.
Em sua suíte de hotel em Manhattan , Billy aguarda sua namorada Jane Aubrey, mas ela não mostra. Jane também é uma mãe solteira com uma filha adolescente Heather que Billy conheceu. Na manhã seguinte, Billy é contado pelo proprietário de Tigers, Gary Wheeler, de que a equipe foi vendida e que o primeiro movimento dos novos proprietários será acabar com o mandato de 19 anos da Billy com os Tigres, negociando com os Gigantes de San Francisco . Billy também aprende de Jane que ela vai embora no mesmo dia para aceitar uma oferta de emprego em Londres .
Billy é um lançador famoso e realizado, mas tem um recorde perdedor esta temporada, está perto do final de sua carreira e também está se recuperando de uma lesão na mão. Wheeler sugere que Billy deveria considerar se aposentar em vez de se juntar a outra equipe. Quando ele vai ao Yankee Stadium para fazer seu último começo do ano, Billy começa a refletir sobre Jane, detalhando como eles se conheceram cinco anos antes. Estes flashbacks são intercalados dentro do jogo, juntamente com vislumbres de Jane assistindo o jogo em uma televisão no aeroporto.
À medida que o jogo progride, com o amigo e apanhador Gus Sinski ciente de que algo está na mente de Billy além do beisebol, Billy domina os pesos dos Yankees, muitas vezes falando consigo mesmo sobre como lançar cada um. Enquanto está no palco descansando entre as entradas, Billy também reflete como sua relação com Jane foi esticada pelo fato de ele fechá-la fora de sua vida depois que ele sofreu uma lesão ameaçadora na carreira fora de temporada. A dor do pitching está piorando quando o jogo continua.
Billy está tão apanhado em seus pensamentos que ele não percebe que ele está lançando um jogo perfeito até que ele olhe para o placard no final da oitava vez. Gus confirma que ninguém alcançou a base, e diz que toda a equipe está se recuperando de Billy para fazer o que for preciso para manter o lance do jogo perfeito vivo. A dor do ombro de Billy tornou-se intensa por este ponto, e depois ele joga seus dois primeiros lançamentos da entrada bem fora da zona de ataque, o gerente dos Tigres, Frank Perry, faz a chamada para aquecer dois jarros em relevo no bullpen. O recorde é de 3 a 0 antes de Billy se lembrar de lançar o seu pai (agora falecido) no quintal. Ele se mata e lança uma greve, depois pega a massa no próximo passo.
Antes que os Tigres tomem o campo para o final da nona entrada, Billy tem rumores finais sobre sua carreira e seu amor por Jane. Ele autografa uma bola de baseball para Wheeler, que tem sido como um pai para ele por muitos anos. Junto com uma assinatura no final, Billy inscreve a bola com "Diga-lhes que eu terminei. Por amor ao jogo".
Depois de terminar o jogo perfeito, Billy fica sozinho em seu quarto de hotel à medida que a percepção afunda em que tudo o que ele esteve e feito nos últimos 19 anos acabou. Apesar de sua incrível conquista, Billy chora não só pela perda de beisebol, mas pelo outro amor de sua vida, Jane.
Na manhã seguinte, Billy vai ao aeroporto para perguntar sobre um voo para Londres. Jane perdeu o voo na noite anterior para que ela pudesse ver o fim de seu jogo perfeito. Encontrando-a lá esperando por seu avião, abraçam e reconciliam.

## Elenco
- Kevin Costner - Billy Chapel
- Kelly Preston - Jane Aubrey
- John C. Reilly - Gus Sinski
- Jena Malone - Heather Aubrey
- Vin Scully - ele mesmo
- Steve Lyons - ele mesmo
- Brian Cox - Gary Wheeler
- J.K. Simmons - Frank Perry
- Michael Papajohn - Sam Tuttle
- William Newman - Fitch
- Bill E. Rogers - Davis Burch
- Bob Sheppard - ele mesmo
- Daniel Dae Kim - E.R. Doctor
- Greer Barnes - Mickey Hart
- Larry Joshua - Yankee
- Mike Buddie - Jack Spellman
- Augie Garrido - Gerente dos ianques

## Recepção

### Resposta crítica
O filme recebeu críticas mistas dos críticos. For Love of the Game tem uma classificação de 45% no Rotten Tomatoes com base em 93 avaliações. O consenso do site afirma: "Beisebol ganha, romance perde". Na crítica de Roger Ebert, ele deu ao filme 1 estrela e meia de 4, escrevendo: "For Love of the Game é sobre os tipos de pessoas que dão as respostas erradas. É a história de amor mais lúgubre e cheia de sabor da lua, um passo atrás para o diretor Sam Raimi, depois de A Simple Plan, e mais um filme em que Kevin Costner interpreta um personagem que tem todo o visual certo, mas não é nem suculento nem interessante".

### Bilheteria
O filme estreou no segundo lugar com um fim de semana de US$13,041,685 em 2,829 cinemas, com uma média por local de US$7,023. Por fim, For Love of the Game arrecadou apenas US$35,188,640 no mercado interno e outros US$10,924,000 no exterior, totalizando US$46,112,640. Com base em um orçamento estimado de US$50 milhões, o filme perdeu dinheiro.

## Premiações
Costner ganhou uma indicação ao Framboesa de Ouro como o pior ator por seu desempenho.
| Awards                           | Awards                 | Awards                                                         | Awards | Awards    |
| Prêmio                           | Ano                    | Categoria                                                      | Destinatários e nomeados | Resultado |
| -------------------------------- | ---------------------- | -------------------------------------------------------------- | --- | --------- |
| Blockbuster Entertainment Awards | 9 de maio de 2000      | Atriz Coadjuvante Favorita - Drama/Romance                     | Jena Malone | Indicado  |
| Motion Picture Sound Editors     | 25 de março de 2000    | Melhor Edição de Som - Diálogo e ADR                           | Kelly Cabral, Wylie Stateman, Jennifer L. Mann, Lauren Stephens, Richard Dwan Jr., Elizabeth Kenton, Chris Hogan, Dan Hegeman, Constance A. Kazmer | Indicado  |
| Framboesa de Ouro                | 25 de março de 2000    | Pior Ator                                                      | Kevin Costner | Indicado  |
| Young Artist Awards              | 19 de março de 2000    | Melhor Longa-Metragem Familiar - Drama                         | | Indicado  |
| Young Artist Awards              | 19 de março de 2000    | Melhor Performance de Longa-Metragem - Atriz Coadjuvante Jovem | Jena Malone | Indicado  |
| YoungStar Awards                 | 19 de novembro de 2000 | Melhor Atriz / Performance Jovem em Drama                      | Jena Malone | Indicado  |